# Alessandro Panza
Alessandro Panza, né le 15 mai 1982 à Domodossola, est un homme politique. Il est élu député européen le 26 mai 2019.